# Дубовское сельское поселение (Приморский край)
Дубовское се́льское поселе́ние — сельское поселение в Спасском районе Приморского края.
Административный центр — село Дубовское.

## История
Статус и границы сельского поселения установлены Законом Приморского края от 11 ноября 2004 года № 163-КЗ «О Спасском муниципальном районе»

## Население
| 2010  | 2011  | 2012  | 2013  | 2014  | 2015  | 2016  |
| ----- | ----- | ----- | ----- | ----- | ----- | ----- |
| 1142  | ↘1141 | ↘1089 | ↗1114 | ↘1096 | ↘1054 | ↘1037 |
| 2017  | 2018  | 2019  | 2020  | 2021  |       |       |
| ↘1035 | ↘1031 | ↘1016 | ↗1044 | ↘923  |       |       |

## Состав сельского поселения
В состав сельского поселения входят 2 населённых пункта:
| № | Населённый пункт | Тип населённого пункта       | Население |
| - | ---------------- | ---------------------------- | --------- |
| 1 | Дубовское        | село, административный центр | ↘1007     |
| 2 | Калиновка        | село                         | ↗135      |

## Местное самоуправление
Администрация
Адрес: 692238, с. Дубовское, ул. Советская, 49. Телефон: 8 (42352) 58-1-00
Глава администрации
- Манойленко Галина Николаевна